# 成公 (衛)
成公（せいこう、紀元前?年 - 紀元前600年）は、衛の第22代君主。文公の子。

## 生涯
文公の子として生まれる。
文公25年（前635年）4月、文公が薨去したため、子の姫鄭（以降は成公と表記）が立って衛君となった。
成公3年（前632年）1月、晋軍が宋の救援に赴くため、途上の衛を通過することを求めたが、成公は許可しなかった。そこで晋は黄河を渡って南行し、宋の救援に向かい曹を討った。このとき晋は衛から兵の徴収を求めたが、これにも成公は応じなかったため、晋の文公は衛に攻め入り、五鹿を占領した。2月、晋の文公と斉の昭公が斂盂で盟を結んだ。成公はこれに加わりたいと言ったが、晋が許さなかった。そこで成公は楚に附こうと考えた。衛の大夫たちはこれに反対であり、大夫の1人である元咺が成公を放逐し、成公は楚丘を出て襄牛（衛の地）へ逃れた。このとき楚が衛の救援にやってきたが、勝てなかった。3月、晋は曹に攻め入り、曹の共公を捕え、曹と衛の田を分割して宋に分け与えた。4月、晋は斉・宋・秦とともに楚と戦い（城濮の戦い）、楚を大敗させた。5月、これを聞いた成公は楚に逃れ、その後に陳へ逃れた。6月、晋が成公を衛に戻した。このとき衛では大夫の元咺が成公の弟である叔武（夷叔）を立てて衛君としていた。成公は弟の真意を確かめようとしたが、公子歂犬と華仲が先に城内に入って叔武を殺してしまった。成公は叔武を抱いて泣き、叔武を殺した歂犬と華仲を殺した。その間に大夫の元咺は晋へ逃れた。冬、晋・斉・宋・魯・蔡・鄭・陳・莒・邾・秦の10カ国は衛と許を討つため温で会合し、盟を結んだ。これに対し成公と元咺は訴えたが敗訴となり、成公は捕らえられ、京師（周の都）に護送された。大夫の元咺は衛に戻ると、公子瑕（成公の弟）を立てて衛君とした。
成公5年（前630年）、成公は晋の文公と会見した。晋の文公は医衍（医者）に命じて成公を毒殺しようとしたが、衛の大夫である甯兪（甯武子）が医衍に賄賂を贈ったため、死を免れた。やがて魯の僖公が周王と晋の文公に許しを請うため玉を両者に贈ったため、その年の秋に成公は釈放され、衛に戻ることができた。成公は周歂と冶厪という者に賄賂を贈り、元咺と子適・子儀を殺させた。それまで元咺によって立てられていた衛君瑕は衛を出奔した。
成公6年（前631年）冬、狄が衛を包囲し、成公は帝丘（現在の河南省濮陽県）に遷都した。
成公7年（前628年）夏、狄で内紛が起きたため、それに乗じた衛は狄に侵攻した。これに対し狄は和平を請い、その年の秋に衛と狄は盟を結ぶこととなった。12月、覇者であった晋の文公が薨去した。
成公9年（前626年）、衛が晋に参朝しなかったとの理由で、晋の襄公は衛を攻撃した。これに対し衛も晋へ攻撃を仕掛けた。
成公11年（前624年）1月、魯の叔孫得臣（叔孫荘叔）が晋・宋・陳・衛・鄭とともに沈を攻撃し、沈は潰滅した。成公は陳へ赴き、晋と和平が成立したことの礼を述べた。
成公12年（前623年）、成公は晋の襄公に参朝した。秋、成公は甯兪を魯に使者として送った。
成公17年（前618年）3月、楚が鄭を攻撃したため、衛からは大夫の孔達が救援に向かった。
成公25年（前610年）春、宋で主君殺しがあったので、晋・衛・陳・鄭の4カ国連合軍は宋を攻撃した。
成公27年（前608年）秋、楚と鄭が陳と宋に侵攻したので、成公は宋（文公）・陳（霊公）・曹（文公）・晋軍と会合し、鄭を攻撃した。
成公33年（前602年）春、成公は孫良夫（孫桓子）を魯に遣わして盟を結ばせた。
成公35年（前600年）10月、成公が薨去し、子の姫遫が立って衛君（穆公）となった。

## 参考資料
- 『春秋左氏伝』（僖公二十八年、三十年、三十一年、三十二年、文公元年、三年、四年、九年、十七年、宣公元年、七年、九年）
- 司馬遷『史記』（衛康叔世家第七）